# 7. veljače u Drugom svjetskom ratu
Drugi svjetski rat po nadnevcima: 7. veljače u Drugom svjetskom ratu.

### 1942.
- Divlji ustaše ubili 2.000 Srba u Drakoviću, Šargovcu, Motikama i rudniku Rakovac pored Banja Luke.[nedostaje izvor]